# Канделарія
Кандела́рія (ісп. Candelaria) — муніципалітет в Іспанії, у складі автономної спільноти Канарські острови, у провінції Санта-Крус-де-Тенерифе, на острові Тенерифе. Населення — 25 140 осіб (2010). Покровителька — Діва Марія Канделярійська.

## Географія
Муніципалітет розташований на відстані близько 1770 км на південний захід від Мадрида, 20 км на південний захід від Санта-Крус-де-Тенерифе. Муніципалітет відомий як місце паломництва, тому що у місті Канделарія є образ Канделарської Богоматері, покровительки Канарських островів. Щороку 2 лютого і 15 серпня тут відбувається великий фестиваль, який приваблює тисячі прочан зі всього острова.

## Демографія
Динаміка населення (INE ):

## Парафії
На території муніципалітету розташовані такі населені пункти: (дані про населення за 2010 рік)
- Арая: 1524 особи
- Барранко-Ондо: 2807 осіб
- Лас-Калетільяс: 3340 осіб
- Канделярія: 13992 особи
- Лас-Куевесітас: 1093 особи
- Ігесте: 2007 осіб
- Мальпаїс: 377 осіб

## Пам'ятки
- Канделярійська базиліка

## Галерея

Розташування муніципалітету
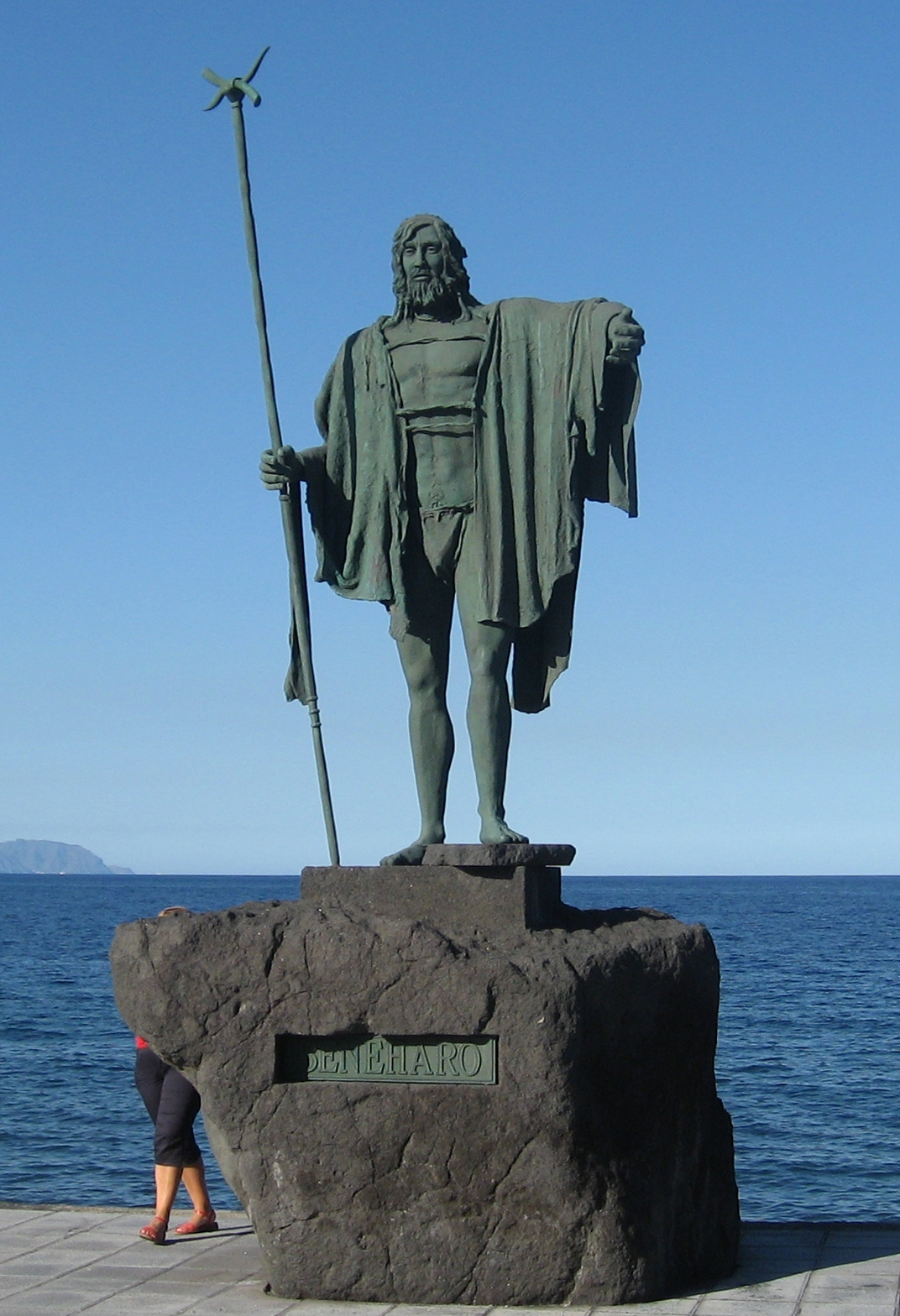
Статуя Бенеаро, Пласа-де-ла-Патрона-де-Канаріас
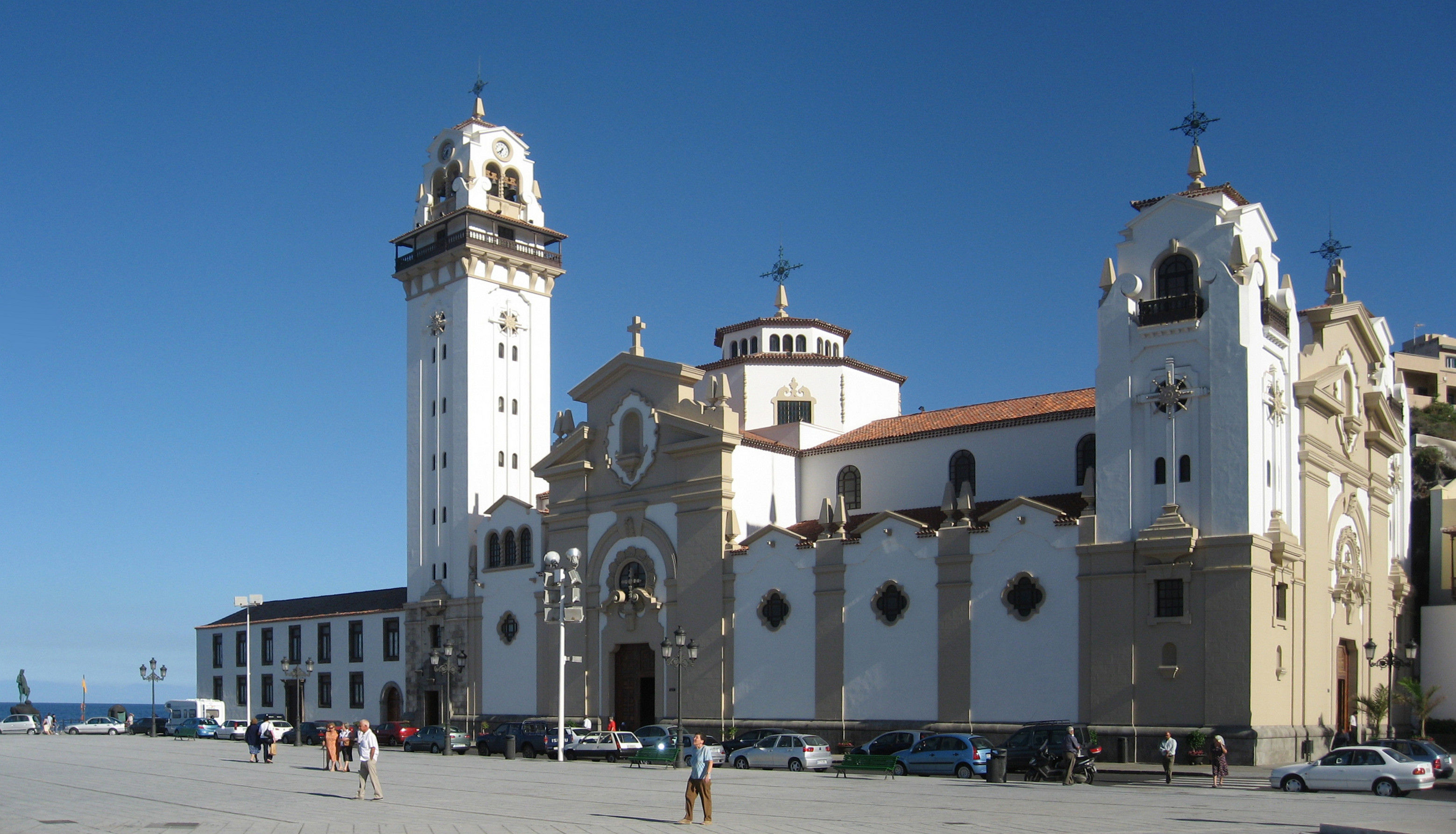
Пласа-де-ла-Патрона-де-Канаріас і базиліка, Канделарія
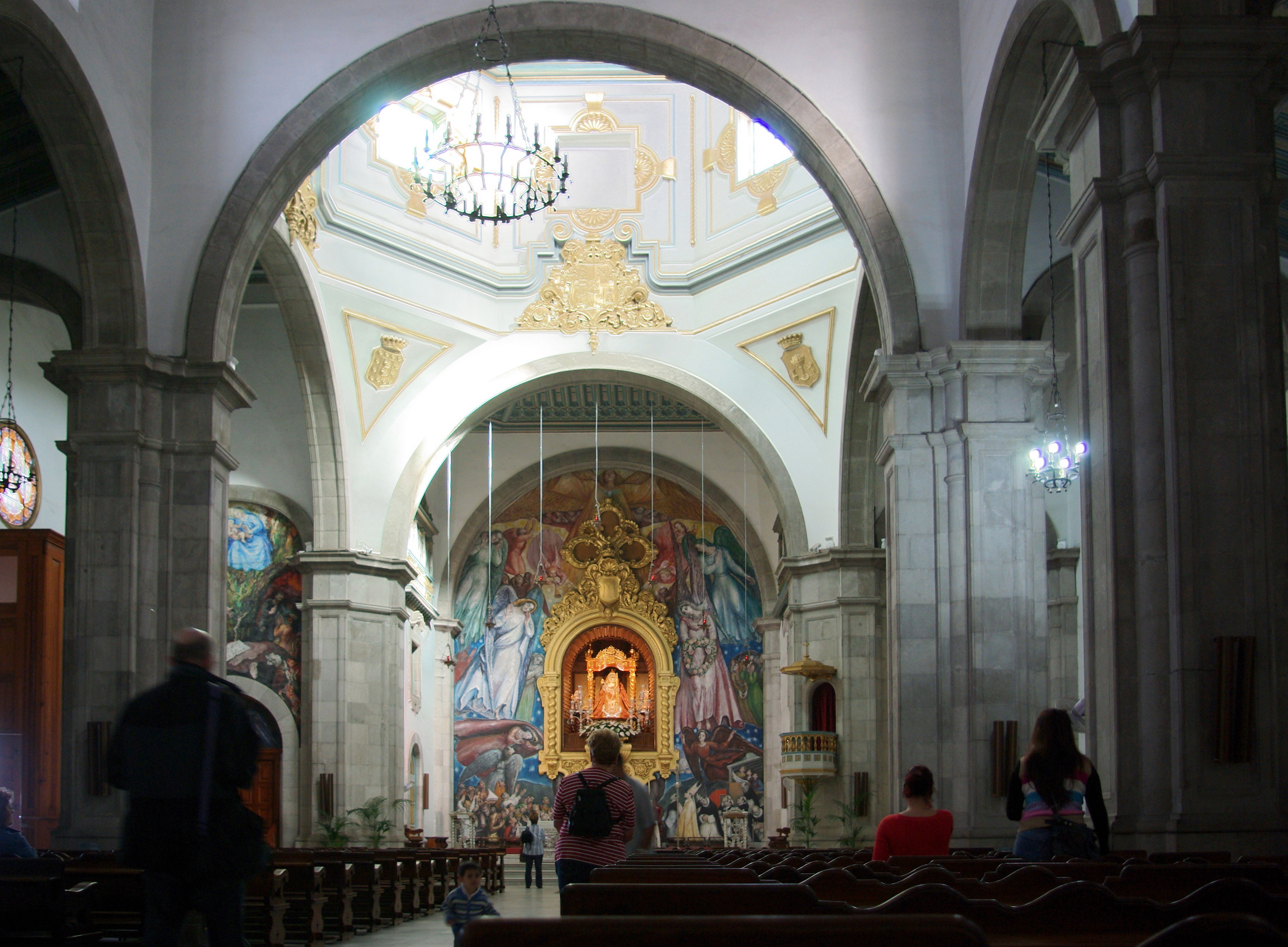
Інтер'єр базиліки
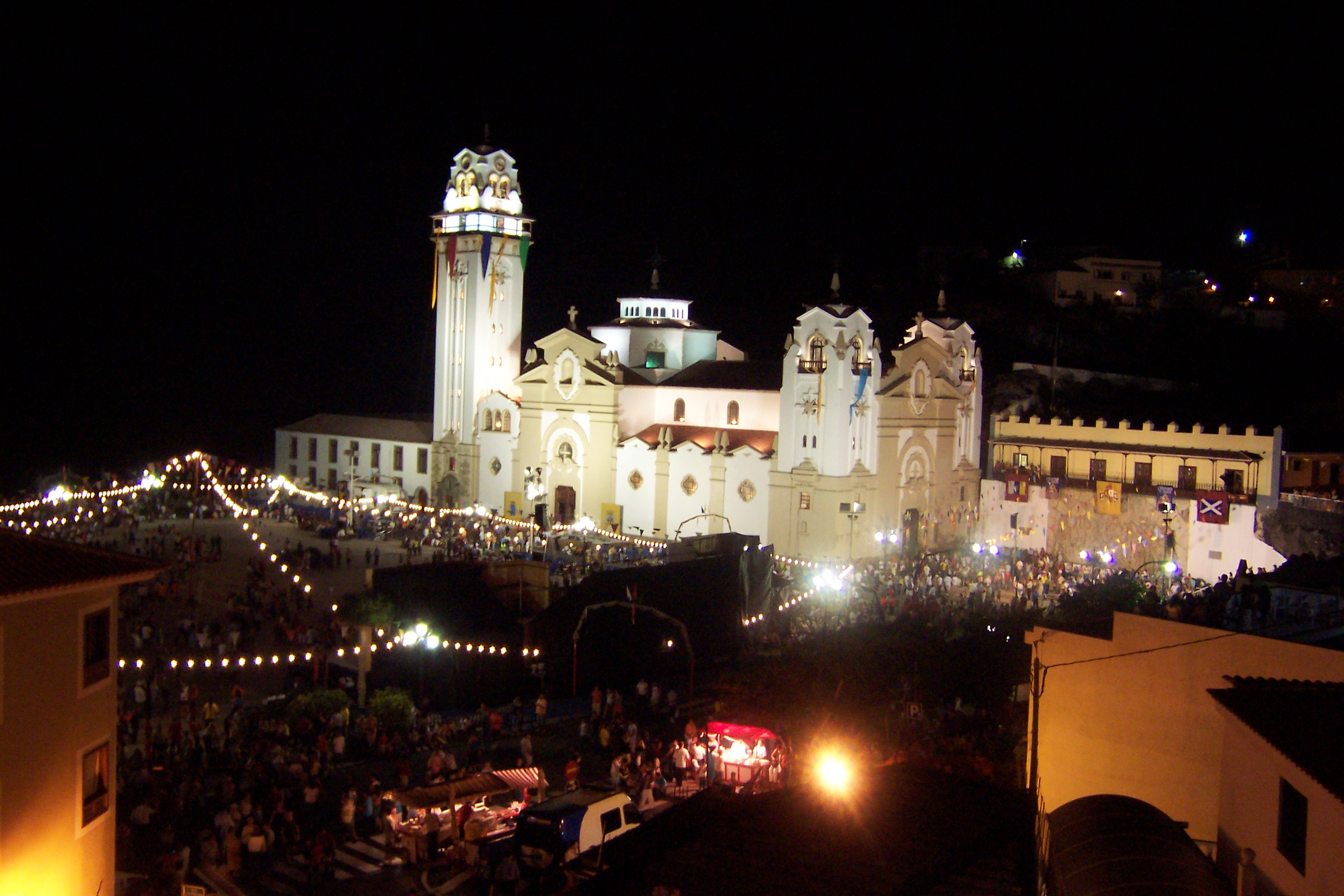
Базиліка Нуестра-Сеньйора-де-ла-Канделарія
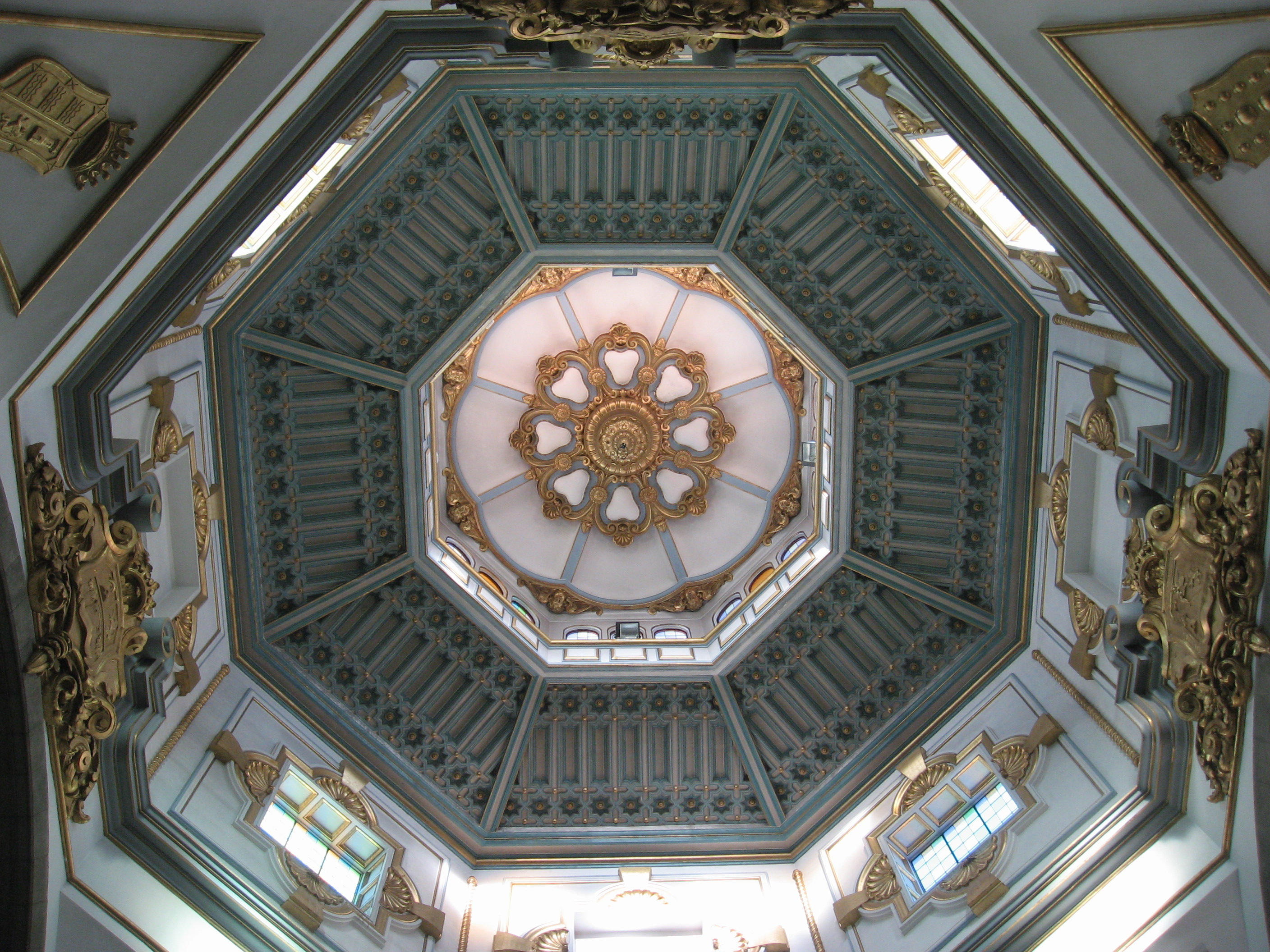
Купол базиліки
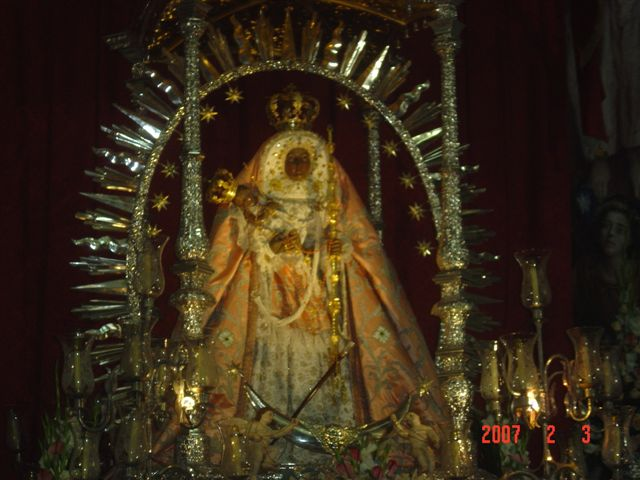
Діва Марія Канделярійська